# Campeonato Europeo de Lucha de 1938
El XIV Campeonato Europeo de Lucha se celebró en Tallin (Estonia) en el año 1938 bajo la organización de la Federación Internacional de Luchas Asociadas (FILA) y la Federación Estonia de Lucha. Solamente se compitió en las categorías del estilo grecorromano.

## Resultados

### Lucha grecorromana
| Evento | Oro                            | Plata                        | Bronce                       |
| ------ | ------------------------------ | ---------------------------- | ---------------------------- |
| 56 kg  | Väinö Perttunen · Finlandia    | Kurt Pettersén · Suecia      | Ferdinand Schmitz Alemania   |
| 61 kg  | Kustaa Pihlajamäki · Finlandia | Egon Svensson · Suecia       | Egil Solsvik · Noruega       |
| 66 kg  | Lauri Koskela · Finlandia      | Heinrich Nettesheim Alemania | Gösta Andersson · Suecia     |
| 72 kg  | Fritz Schäfer Alemania         | Rudolf Svedberg · Suecia     | Antti Mäki · Finlandia       |
| 79 kg  | Ivar Johansson · Suecia        | Georgs Ozoliņš Letonia       | Voldemar Roolaan Estonia     |
| 87 kg  | Axel Cadier · Suecia           | Nikolai Karklin Estonia      | Werner Seelenbinder Alemania |
| +87 kg | Johannes Kotkas Estonia        | John Nyman · Suecia          | Mehmet Çoban Turquía         |

## Medallero
| Núm. | País      | Oro | Plata | Bronce | Total |
| ---- | --------- | --- | ----- | ------ | ----- |
| 1    | Finlandia | 3   | 0     | 1      | 4     |
| 2    | Suecia    | 2   | 4     | 1      | 7     |
| 3    | Alemania  | 1   | 1     | 2      | 4     |
| 4    | Estonia   | 1   | 1     | 1      | 3     |
| 5    | Letonia   | 0   | 1     | 0      | 1     |
| 6    | Noruega   | 0   | 0     | 1      | 1     |
| 6    | Turquía   | 0   | 0     | 1      | 1     |
|      | TOTAL     | 7   | 7     | 7      | 21    |